# CA (azienda)
CA Technologies, Inc. (precedentemente nota come CA Inc. e Computer Associates) è una multinazionale statunitense operante nel settore dello sviluppo e vendita software e soluzioni informatiche. Nel luglio 2018 è stata acquisita per 18,9 miliardi di dollari in contanti da Broadcom.

## Storia
Fondata nel 1976 da Charles B. Wang, un laureato del Queens College di New York, e da Russell Artzt, la società inizia vendendo un software chiamato CA-Sort, realizzato per la gestione dei dati e creato da una azienda svizzera omonima. Wang e Artzt creano una nuova società in collaborazione con Sam Goodner e Max Sevcik della Swiss Company Computer Associates, chiamandola Computer Associates International. Gli algoritmi di ordinamento di CA-Sort e le prestazioni del prodotto (principalmente sulla piattaforma di calcolo DOS/VS), uniti a prezzi modesti, portano l'azienda a una rapida crescita nel mercato nordamericano.
Dal 1980 la società inizia a guadagnare terreno nel settore dell'informatica, tanto da potersi permettere di comprare l'omologa azienda elvetica lo stesso anno e facendo il suo ingresso nella Borsa di New York nel 1981: quotata al NASDAQ con il simbolo "CA", dal 1987 usa il simbolo "CASI".
All'inizio degli anni 90, la CA si trasferisce da Garden City a Islandia, rimanendo comunque sempre nei dintorni di New York. Nel 2002, il suo fondatore Wang, che ha guidato l'azienda sin dalla sua fondazione, si è dimesso dai ruoli di Presidente e Amministratore delegato per far posto al collega di lunga data Sanjay Kumar, che a sua volta si è dovuto dimettere nel 2004 per via di uno scandalo finanziario. Dopo un periodo con a capo John A. Swainson, ex membro di punta della IBM e ora approdato in Dell, dal 2013 il CEO è Michael P. Gregoire.
Ad oggi, la società conta circa 15.000 dipendenti sparsi per il mondo, tra cui anche due sedi italiane, a Milano (sede principale) e Roma (filiale). Il fatturato in italia è pari a 105,13 milioni di Euro